# Kullu (stad)
Kullu is een nagar panchayat (plaats) in het district Kullu van de Indiase staat Himachal Pradesh. 

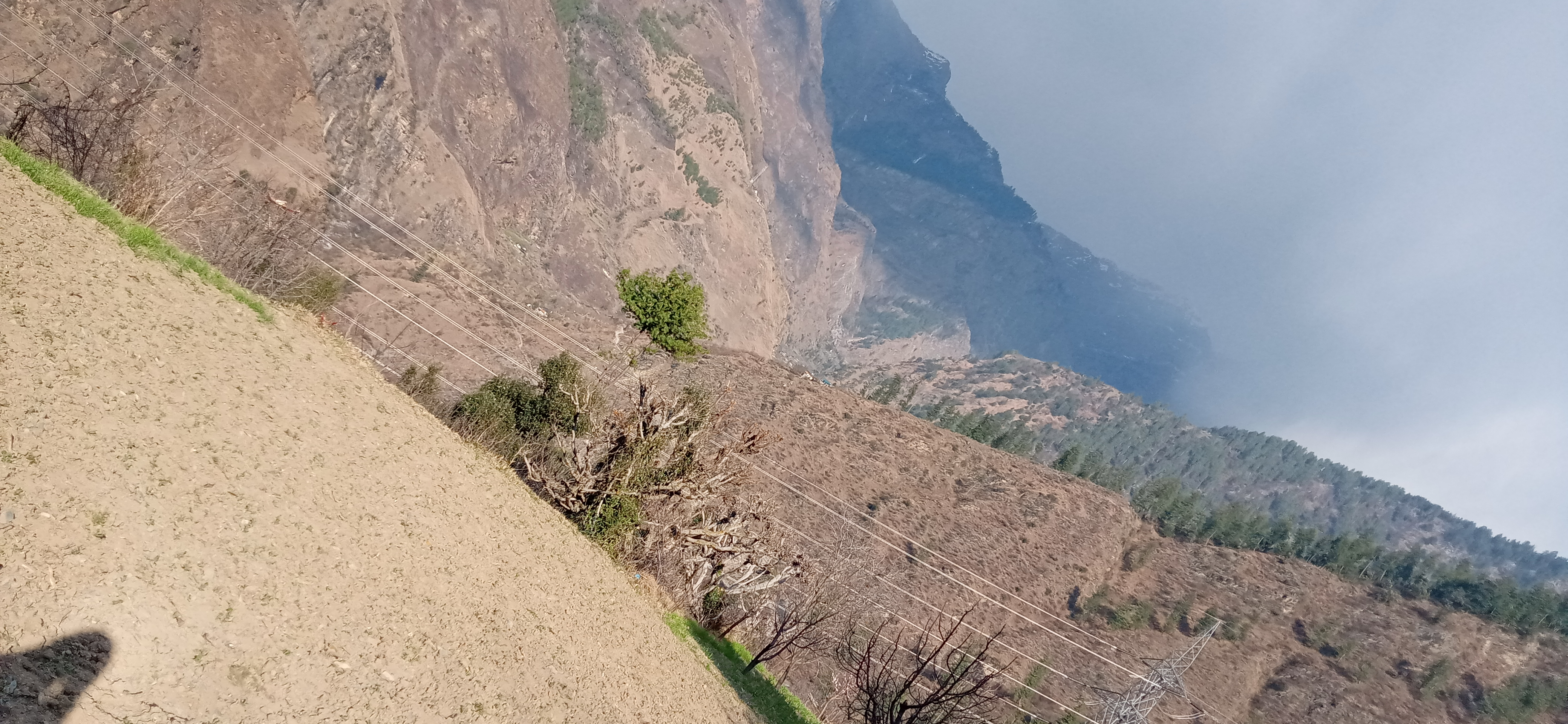
Een prachtig uitzicht op de natuur vanaf kullu, lahashni

## Demografie
Volgens de Indiase volkstelling van 2001 wonen er 18.306 mensen in Kullu, waarvan 54% mannelijk en 46% vrouwelijk is. De plaats heeft een alfabetiseringsgraad van 81%. 